# Damir Radončić
Damir Radončić (* 27. Januar 1971) ist ein ehemaliger jugoslawischer Handballspieler, der seit Oktober 2000 auch die deutsche Staatsbürgerschaft besitzt.

## Karriere
Der 1,97 m große Rechtshänder begann seine Laufbahn bei RK Proleter Zrenjanin. Über Metaloplastika Šabac kam er nach Spanien zu Bidasoa Irún. 1996 wechselte er zum deutschen Zweitligisten HSG Dutenhofen/Münchholzhausen, mit dem ihm 1998 der Aufstieg in die 1. Bundesliga gelang. Da man im DHB-Pokal 1997 im Finale dem TBV Lemgo unterlag, durfte man am Europapokal der Pokalsieger 1997/98 teilnehmen. 2000 ging er zum VfL Hameln, für den er 2000/01 mit 174 Treffern bester Torschütze wurde. Im Februar 2002 kehrte er nach Spanien zu UPV Barakaldo in Bilbao. Zur Saison 2002/03 kam er nach Deutschland zum TuS Nettelstedt zurück. Die folgende Spielzeit lief er erneut für Barakaldo auf. Nachdem er im Sommer 2004 beim Schweizer Erstliga-Aufsteiger SG Zentralschweiz unterschrieben hatte, nahm er jedoch zwei Monate später ein besser dotiertes Angebot aus Katar an. Dort blieb er allerdings nicht lange und spielte fortan für den italienischen Verein AS Pallamano Secchia, so im Europapokal der Pokalsieger 2005/06. Im November 2005 schloss er sich erneut der HSG Wetzlar an.
Für die jugoslawische Nationalmannschaft bestritt Radončić 71 Länderspiele. Später lief er noch für die bosnisch-herzegowinische Nationalmannschaft auf.

## Privates
Sein Sohn Dino, der in Gießen zur Welt kam, ist Basketballprofi.